# Marta Walczykiewicz
Marta Anna Walczykiewicz, född den 1 augusti 1987 i Kalisz, Polen, är en polsk kanotist.
Hon tog bland annat VM-silver i K-1 200 meter i samband med sprintvärldsmästerskapen i kanotsport 2013 i Duisburg.
Vid de olympiska kanottävlingarna 2016 i Rio de Janeiro tog hon en silvermedalj i K-1 200 meter. Vid olympiska sommarspelen 2020 i Tokyo slutade Walczykiewicz på 4:e plats i K-1 200 meter och på 13:e plats i K-1 500 meter.